# Kodymský rajón
Kodymský rajón (ukrajinsky Кодимський район) byl rajón v Oděské oblasti na Ukrajině. Hlavním městem byla Kodyma a rajón měl přibližně 35 tisíc obyvatel. 

## Sídla v rajónu
- Kodyma
- Slobidka